# اولف کریسترسون
اولْف کریسترسون (به انگلیسی: Ulf Kristersson؛ زادهٔ ۲۹ دسامبر ۱۹۶۳) سیاست‌مدار سوئدی است که از ۱۸ اکتبر ۲۰۲۲ به عنوان نخست‌وزیر سوئد خدمت می‌کند و از اکتبر سال ۲۰۱۷ رهبر حزب میانه‌رو است. او از سال ۱۹۹۴ تا ۲۰۰۰ از شهرستان استکهلم و از سال ۲۰۱۴ تا کنون از شهرستان سودرمانلاند نماینده ریکسداگ بوده است. وی در فاصله سال‌های ۲۰۱۰ تا ۲۰۱۴ وزیر خدمات اجتماعی بود.
در ۱۱ دسامبر ۲۰۱۴، او به عنوان وزیر در سایه مالیه و سخنگوی سیاست اقتصادی حزب میانه‌رو منصوب شد. در ۱ اکتبر ۲۰۱۷ او به عنوان رهبر حزب میانه‌رو انتخاب شد. این حزب تحت رهبری او گشایشی نسبت به دموکرات‌های سوئد (SD) صورت داده و تا آخر سال ۲۰۲۱، یک ائتلاف دست راستی غیررسمی با آنان و دو حزب راست میانه حزب منحل شده آلیانس شکل داده بود. در انتخابات سراسری ۲۰۲۲ سوئد، این بلوک حزبی در ریکسداگ به اکثریت رسید که منجر به نخست‌وزیر شدن کریسترسون در ۱۷ اکتبر شد.